# 沃夫尔河
沃夫尔河（法語：Veuvre，法語發音：[vœvʁ]）是法国布列塔尼大区伊勒-维莱讷省的河流，是维莱讷河的右支流，长43.2千米。